# Hypoleria lavinia
Espèce
Hypoleria lavinia est un insecte lépidoptère  de la famille des Nymphalidae, de la sous-famille des Danainae et du genre Hypoleria.

## Dénomination
Hypoleria lavinia a été décrit par William Chapman Hewitson en 1855 sous le nom initial de' Ithonia lavinia.

### Sous-espèces
- Hypoleria lavinia lavinia; présent en Équateur
- Hypoleria lavinia asellia (Hopffer, 1874); présent au Pérou.
- Hypoleria lavinia cajona Haensch, 1905; présent au Brésil et  au Pérou.
- Hypoleria lavinia cassotis (Bates, 1864); présent au Mexique, au Guatemala, à Panama
- Hypoleria lavinia chrysodonia (Bates, 1862); présent au Brésil et  au Pérou.
- Hypoleria lavinia consimilis Talbot, 1928; présent au Brésil
- Hypoleria lavinia garleppi Haensch, 1905; présent au Pérou.
- Hypoleria lavinia indecora Haensch, 1905; présent au Brésil, au Surinam, en Guyana et en Guyane.
- Hypoleria lavinia karschi Haensch, 1903; présent en Équateur
- Hypoleria lavinia libera Godman & Salvin, [1879]; présent à Panama
- Hypoleria lavinia meridana Fox, 1948; présent au Venezuela
- Hypoleria lavinia mulviana d'Almeida, 1958; présent au Brésil
- Hypoleria lavinia oreas Weymer, 1899; présent au Brésil
- Hypoleria lavinia proxima Weymer, 1899; présent au Brésil
- Hypoleria lavinia rhene (Godman & Salvin, 1878); présent à Panama
- Hypoleria lavinia riffarthi Haensch, 1905; présent en Équateur
- Hypoleria lavinia vanilia (Herrich-Schäffer, 1865); présent en Colombie
- Hypoleria lavinia vaniliana Kaye, 1919; présent en Colombie[1].
- Hypoleria lavinia ssp; présent en Colombie
- Hypoleria lavinia ssp; présent au Brésil
- Hypoleria lavinia ssp; présent au Brésil
- Hypoleria lavinia ssp; présent en Guyane.

### Nom vernaculaire
Hypoleria lavinia se nomme  Lavinia Glasswing en anglais et Hypoleria lavinia cassotis Cassotis Clearwing,.

## Description
Hypoleria lavinia est un papillon aux ailes à apex arrondi,  et bord interne concave. Les ailes sont transparentes irisées à veines marron et bordure marron nacrée sur le dessus, orange sur le revers.

## Biologie

### Plantes hôtes
Les plantes hôtes de sa chenille sont des Solanum.

## Écologie et distribution
Hypoleria lavinia est présent au Mexique, au Guatemala, à Panama, au Venezuela, en Colombie, en Équateur, au Pérou, au Brésil, au Surinam, en Guyana et en Guyane.

### Biotope
Hypoleria lavinia réside dans la forêt primaire.

### Protection
Pas de statut de protection particulier.